# Komárom-Esztergom vármegyei múzeumok listája
Ez a Komárom-Esztergom vármegyei múzeumok listája.
Lásd még:
- Komárom-Esztergom vármegye turisztikai látnivalóinak listája
- Komárom-Esztergom vármegyei kulturális programok listája

## Esztergom
- Magyar Nemzeti Múzeum Esztergomi Vármúzeuma
- MNM Balassa Bálint Múzeuma
- MNM Babits Mihály Emlékház
- MNM Pilisszentléleki szlovák tájház
- Búvármúzeum
- Főszékesegyházi Kincstár
- Keresztény Múzeum
- Keresztény Múzeum – Mindszenty Emlékhely
- Magyar Környezetvédelmi és Vízügyi Múzeum (Duna Múzeum)
- Özicseli Hadzsi Ibrahim-dzsámi

## Tata
- Kuny Domokos Megyei Múzeum
- Tata, Vármúzeum
- Kuny Domokos Múzeum – Görög-Római Szobormásolatok Múzeuma
- Kuny Domokos Múzeum – Német Nemzetiségi Néprajzi Múzeum – Ungarndeutsches Museum
- Természetvédelmi Terület és Geológiai Múzeum

## Komárom
- Klapka György Múzeum és állandó kiállításai 
  - Magyar tengerészettörténeti kiállítás
  - Római kőtár
- Czibor Zoltán emlékszoba
- Gyűrky-kastély
- Komáromi erődrendszer (világörökség jelölt) – Monostori erőd kiállítás

## A vármegye településein
- Táncsics Mihály Emlékház (Ácsteszér)
- Jászai Mari Emlékmúzeum (Ászár)
- Bányász Emlékház (Dorog)
- Dorogi Sportmúzeum (Dorog)
- Balassa Bálint Múzeum – Prépostsági romok (Dömös)
- Oroszlányi Bányászati Múzeum (Oroszlány)
- Balassa Bálint Múzeum – Nyergesi János Emlékház (Nyergesújfalu)
- Magyar Nemzeti Múzeum Vértesszőlősi Bemutatóhelye (Vértesszőlős)
- Tatabányai Múzeum – Bányászati és Ipari Skanzen (Tatabánya)